# 燕潮酩
燕潮酩是燕郊镇出产的一系列白酒，源于当地1888年成立的“德泉永烧锅”，1950年被当局接收成立“国营燕郊酒厂”，后数度易名。酒厂最初只生产散装普通白酒，后改产“三燕”牌低档酒。因应大跃进至文化大革命期间为扩大茅台生产而推行茅台异地生产试验，和文革时期的“八大名酒进北京”的政治任务，茅台异地生产的主持人周恒刚总师在1974年4月奉命来厂指导开发新产品，1976年3月开发出麸曲浓香型白酒，并于同年开始小批量试产；因酒厂地处燕山南麓，潮白河东岸，总师亲自命名为“燕潮酩”。新酒虽研制成功，但因文革动乱，迟至1978年才持续量产，取代了原三燕牌低档酒，之后并多次获奖。2006年后为了提高质量以适应新的市场需求，燕潮酩改为大曲酒，取代了原麸曲酒。